# Eric Ersson i Sanne
Eric Ersson i riksdagen kallad Ersson i Sanne, född 14 juni 1822 i Hackås församling, Jämtlands län, död där 24 juni 1919, var en svensk hemmansägare i Sanne och politiker.
Ersson var vid ståndsriksdagen 1865–1866 ledamot av Bondeståndet för Bergs, Ovikens, Undersåkers, Hallens och Sunne tingslag. Efter representationsreformen var han 1867–1869 ledamot av riksdagens andra kammare, invald i Södra Jämtlands domsagas valkrets. Han skrev i riksdagen en egen motion om omorganisation av rikets förvaltande verk.